# Portulaca quadrifida
Portulaca quadrifida är en portlakväxtart som beskrevs av Carl von Linné. Portulaca quadrifida ingår i släktet portlaker, och familjen portlakväxter. Inga underarter finns listade i Catalogue of Life.